# 倪文亞
倪文亞（1902年3月2日—2006年6月3日），浙江樂清人，美國哥倫比亞大學教育學碩士，中華民國立法院第一屆立法委員、副院長（1961年2月28日－1972年4月28日）及院長（1972年5月2日－1988年12月20日）。

## 生平

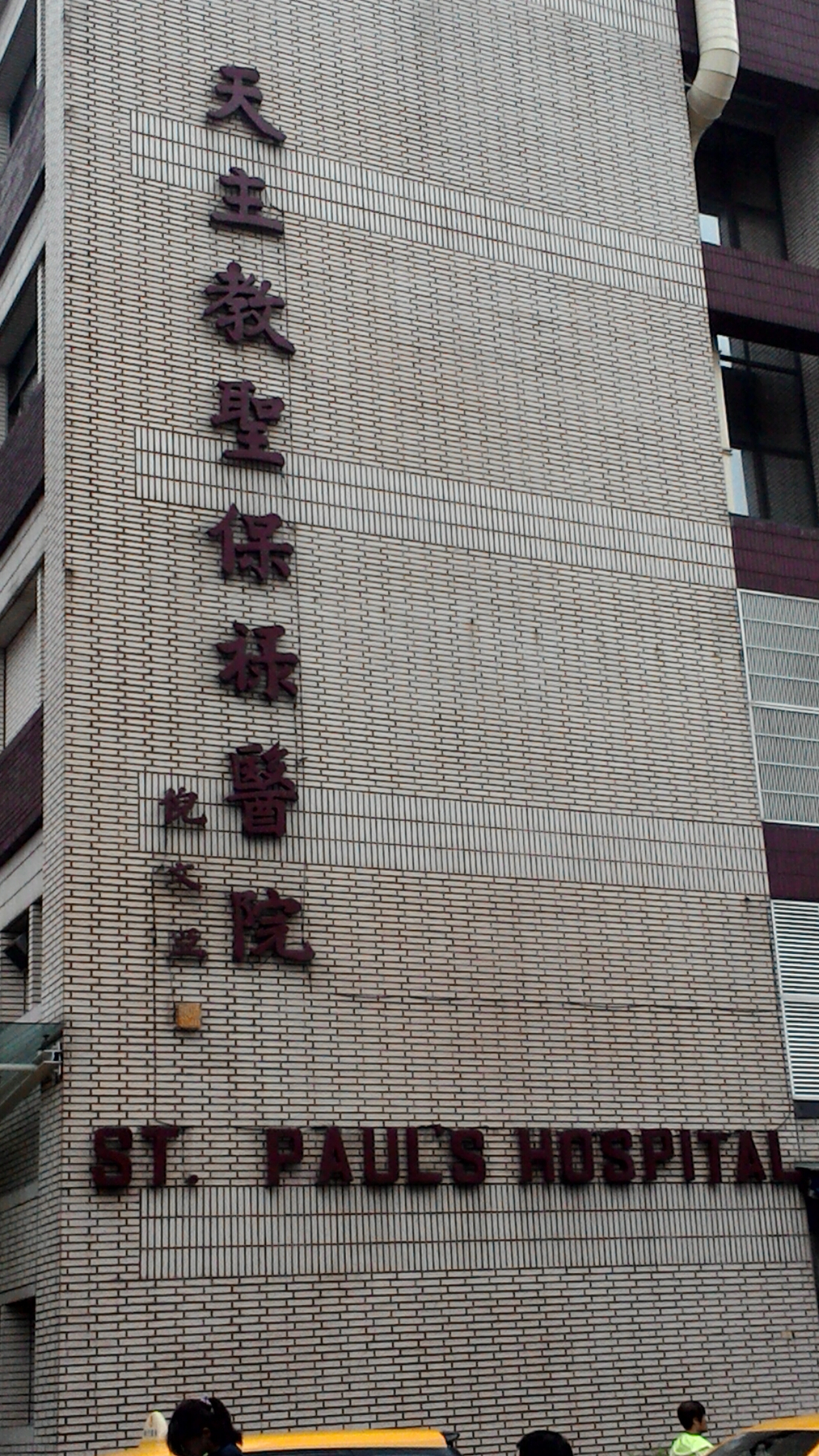
聖保祿修女會醫院的倪文亞題字

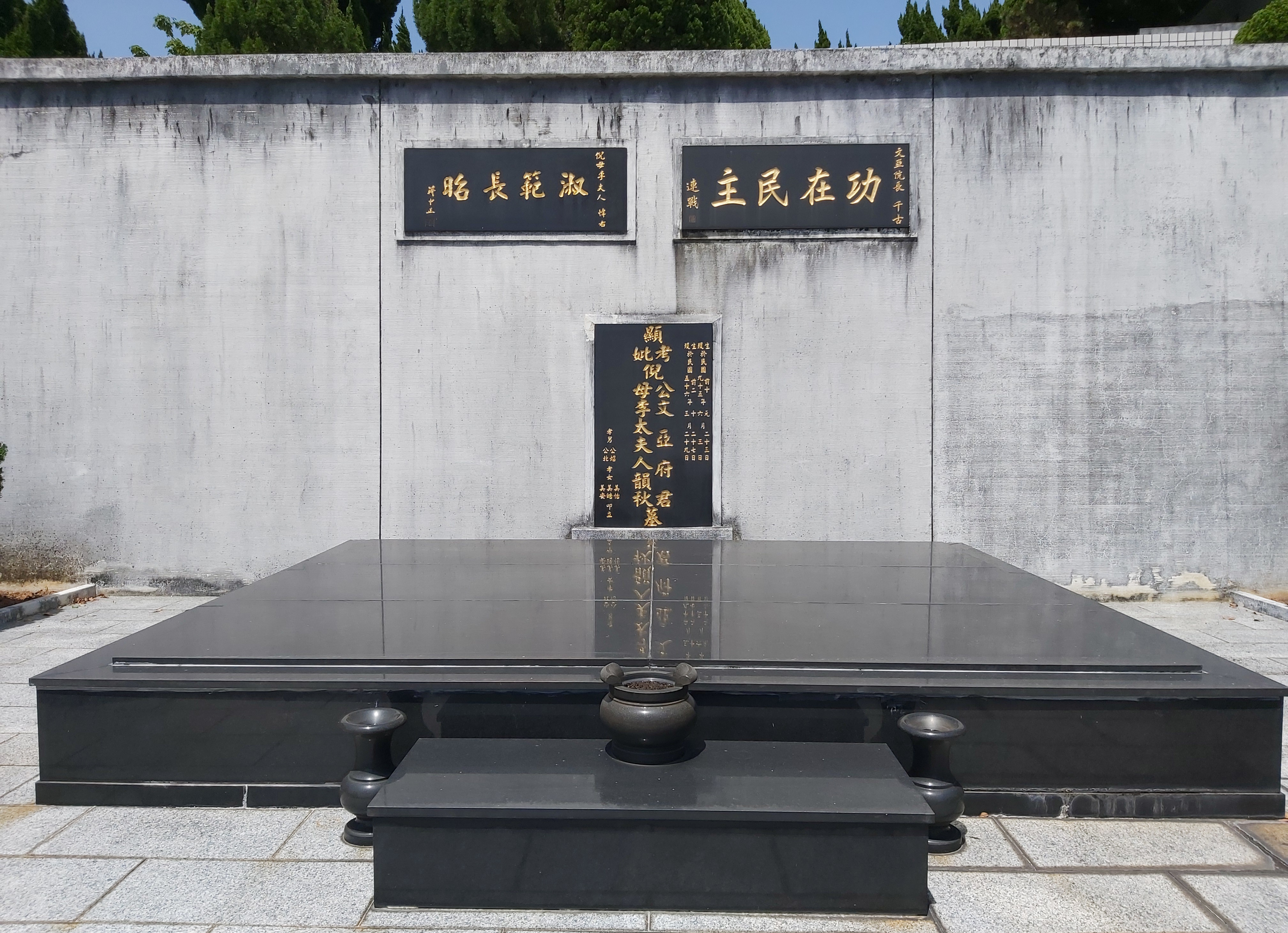
倪文亞墓

其立法院院長任內時，通過許多重要的民生法案，包括：
- 科學工業園區設置管理條例：帶動台灣科技產業
- 廣播電視法：促進台灣廣電業蓬勃發展
- 獎勵投資條例：鼓勵企業界根留台灣
- 大眾捷運法：為台北興建大眾運輸系統奠定基礎

## 家族
其第一任妻子為李韻秋，為倪文亞於大夏大學中學部擔任主任時的高中部女學生，生於1912年10月27日，其父親開設有大同服裝店，專作軍服、中山裝。1930年初夏，李韻秋於南京與倪文亞結婚，1967年3月29日因子宮頸癌病逝。兩人育有兩子三女。第二任妻子為前財政部部長郭婉容，繼女為劉憶如，曾任財政部部長。倪文亞家族兒孫滿堂，成員高達50餘人。

## 其他
在1980、90年代的台湾，有國民黨党内「八大老」之说。指黃少谷、謝東閔、倪文亞、李國鼎、蔣彥士、袁守謙、辜振甫等「
七大老」，後又加上陳立夫，成為「八大老」。
總統府方面利用不同方法勸林洋港退選，包括請出國民黨內「八大老」勸退。劝退滕傑所推荐的司法院長林洋港與蔣緯國參加該任正副總統選舉之举动。

## 外部連結
- 中華民國立法院歷任首長簡介 （页面存档备份，存于）